# Знак Трокмортона

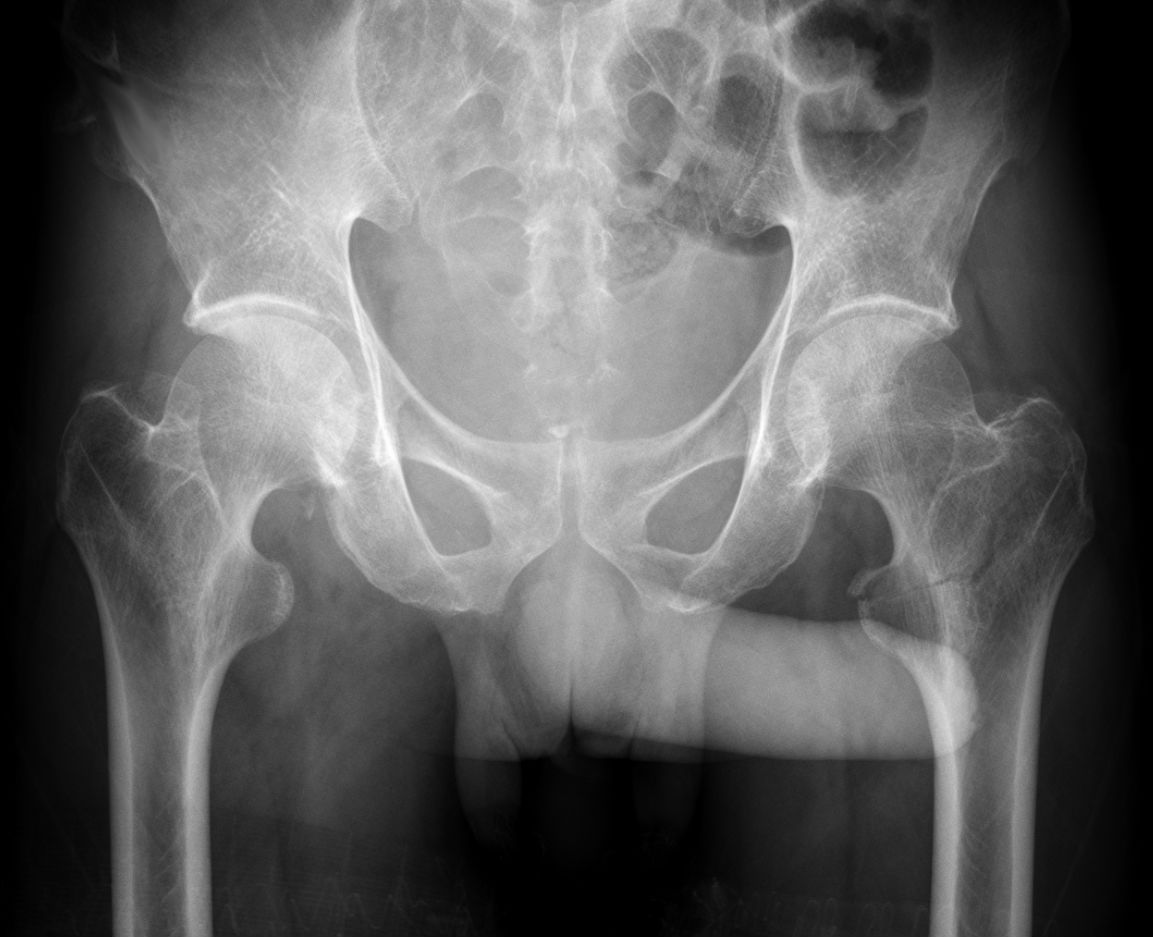
Позитивний знак Трокмортона у пацієнта з переломом стегна ліворуч.

«Знак Трокмортона», також «знак Джона Томаса» — сленговий або жартівливий термін, що використовується в радіології. Названий на честь американського невролога Томаса Бентлі Трокмортона. Термін використовується при описі рентгенівських знімків тазу, коли положення пеніса вказує на патологію. Коли пеніс (розрізняється на знімку у вигляді тіні) вказує на місце розташування односторонньої патології, наприклад, перелому, говорять про «позитивний знак Трокмортона». Якщо ж тінь спрямована у зворотний бік, знак вважається негативним.
Дослідження показали, що прояв «знака» можна вважати абсолютно випадковим щодо перелому стегнової кістки. У випадках позитивного прояву знака Трокмортона, ймовірно, людина з переломом стегнової кістки може намагатися лягти на пошкоджену сторону, щоб знерухомити перелом і знизити больові відчуття; пеніс у разі нахиляється вниз, убік ушкодження.
Британський тенісист Енді Маррей 29 січня 2019 року опублікував свій рентгенівський знімок тазу після операції з протезування кульшового суглоба. На знімку чітко видно «негативний знак Трокмортона», коли пеніс направлений у бік від місця проведення операції. Демонстрація та обговорення знімка з помітними геніталіями спортсмена на національному телебаченні у програмі «Доброго ранку, Британія» змусили Маррея, який дивився передачу, відправити редакції СМС-повідомлення «Прошу вас, перестаньте обговорювати мої геніталії по національному телебаченню, я був під сильними ліками, коли публікував знімок».